# Zbrašovské aragonitové jeskyně
Zbrašovské aragonitové jeskyně jsou chráněným územím v okrese Přerov, vyhlášeným národní přírodní památkou pro ochranu hydrotermální krasové oblasti evropského významu, jež nemá v České republice obdoby. V rámci NPP se nachází specifická flóra a fauna. Ochrana území zahrnuje jednak samotné Zbrašovské aragonitové jeskyně, jednak vnější okolí s lesním porostem, který má přírodně blízkou skladbu dřevin. Dále se zde chrání přirozené hlubinné vývěry teplé minerální vody s vysokým obsahem oxidu uhličitého, které formovaly celé krasové území a využívají se i k lázeňským účelům v lázních Teplice nad Bečvou.

## Lokalita

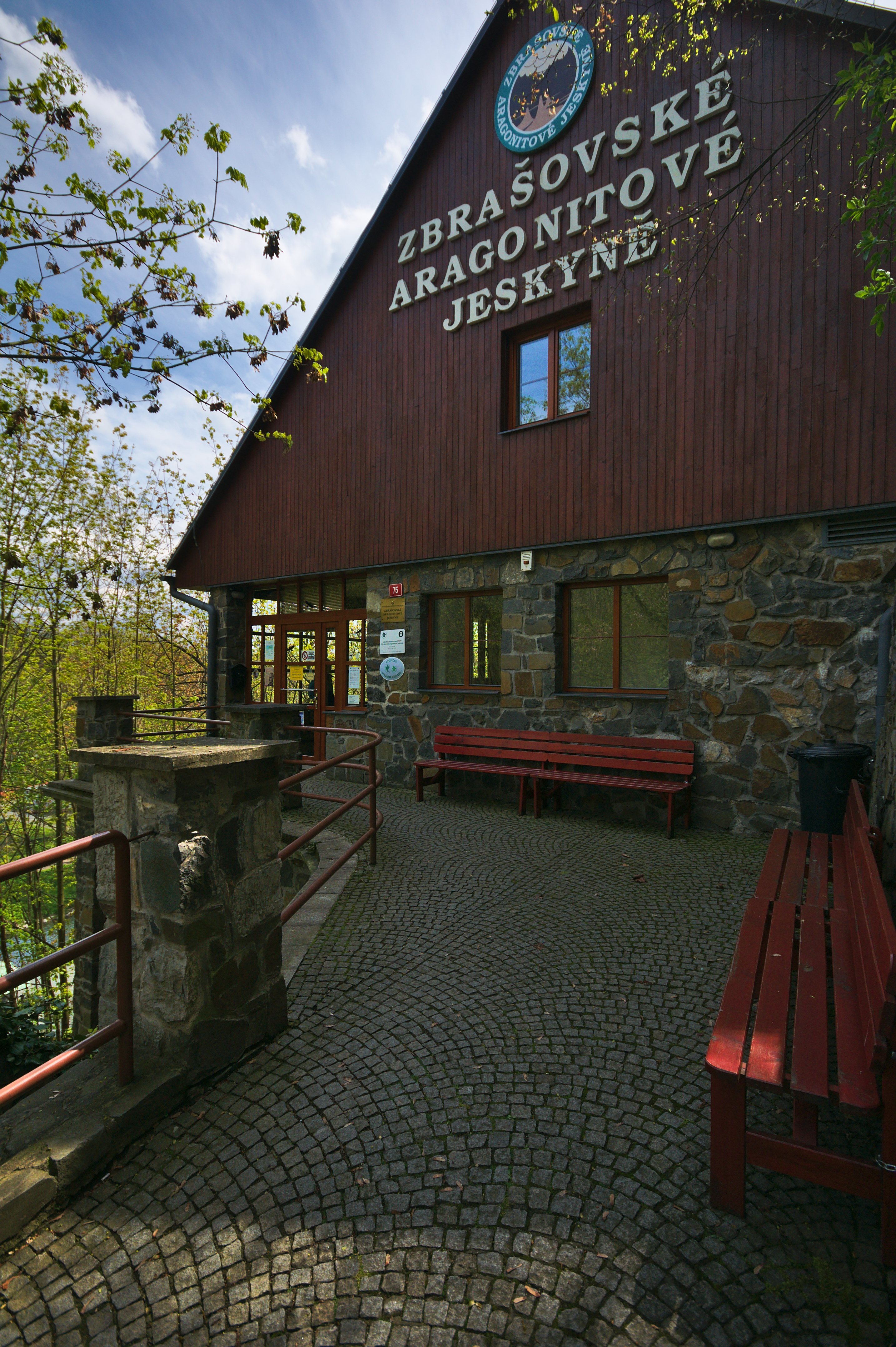
Provozní budova Zbrašovských aragonitových jeskyní

NPP leží nedaleko města Hranice na levém břehu řeky Bečvy v katastrálním území Teplice nad Bečvou v nadmořské výšce 250–310 m. Je součástí rozsáhlého Hranického krasu, do kterého patří i Hranická propast (nejhlubší zatopená sladkovodní jeskyně na světě) na opačném břehu řeky Bečvy, kde se rozprostírá národní přírodní rezervace Hůrka u Hranic.

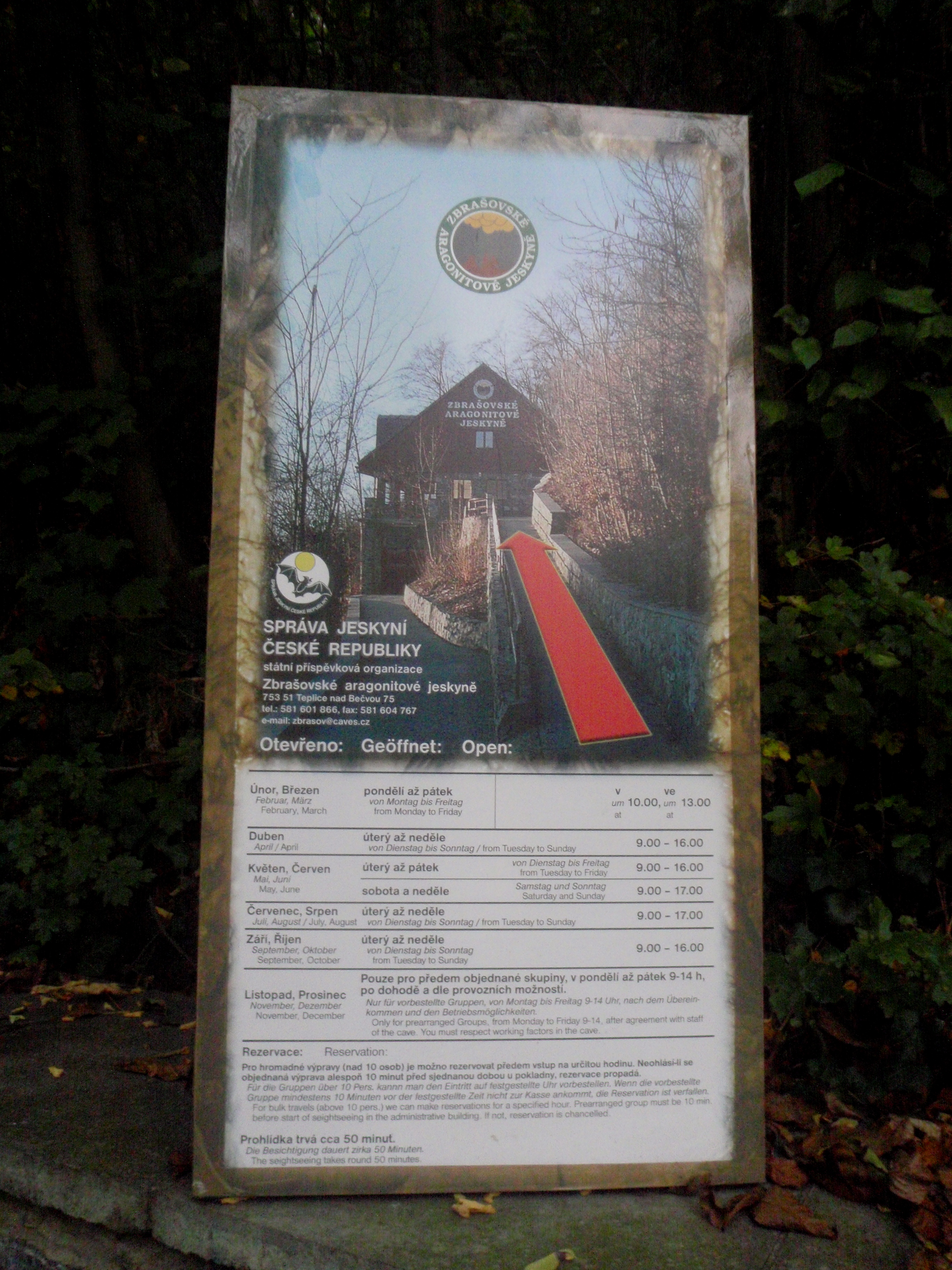
Informační tabule

 Velká část povrchu území je již od 16. století součástí lázeňského areálu a byla proto postupně upravována do podoby polopřirozeného lesoparku, jehož technická zařízení (odpočívadla, komunikace, zábradlí) jsou v současné době v zanedbaném stavu.
Na území se také nacházejí stavby určené k různým účelům, jedná se o provozní budovu Zbrašovských aragonitových jeskyní, kapličku svatého Peregrina, veřejné zřídlo Kropáčova pramene, vilu Ladislava Říhovského (kulturní památka České republiky) a další budovy. Nežádoucím vlivem budov postavených na území NPP a v okolí je často havárie inženýrských sítí ohrožující krasové území. Tato situace bude vyřešena napojením všech objektů na kanalizační síť a zároveň zrušením všech žump a septiků na území NPP a v jejím ochranném pásmu.
V České republice je dosud známo téměř 4000 jeskyní. Všechny jsou chráněny podle zákona č. 114/1992 Sb., o ochraně přírody a krajiny ČR. Zbrašovské aragonitové jeskyně se řadí mezi 14 veřejnosti zpřístupněných jeskyní. 

## Historie

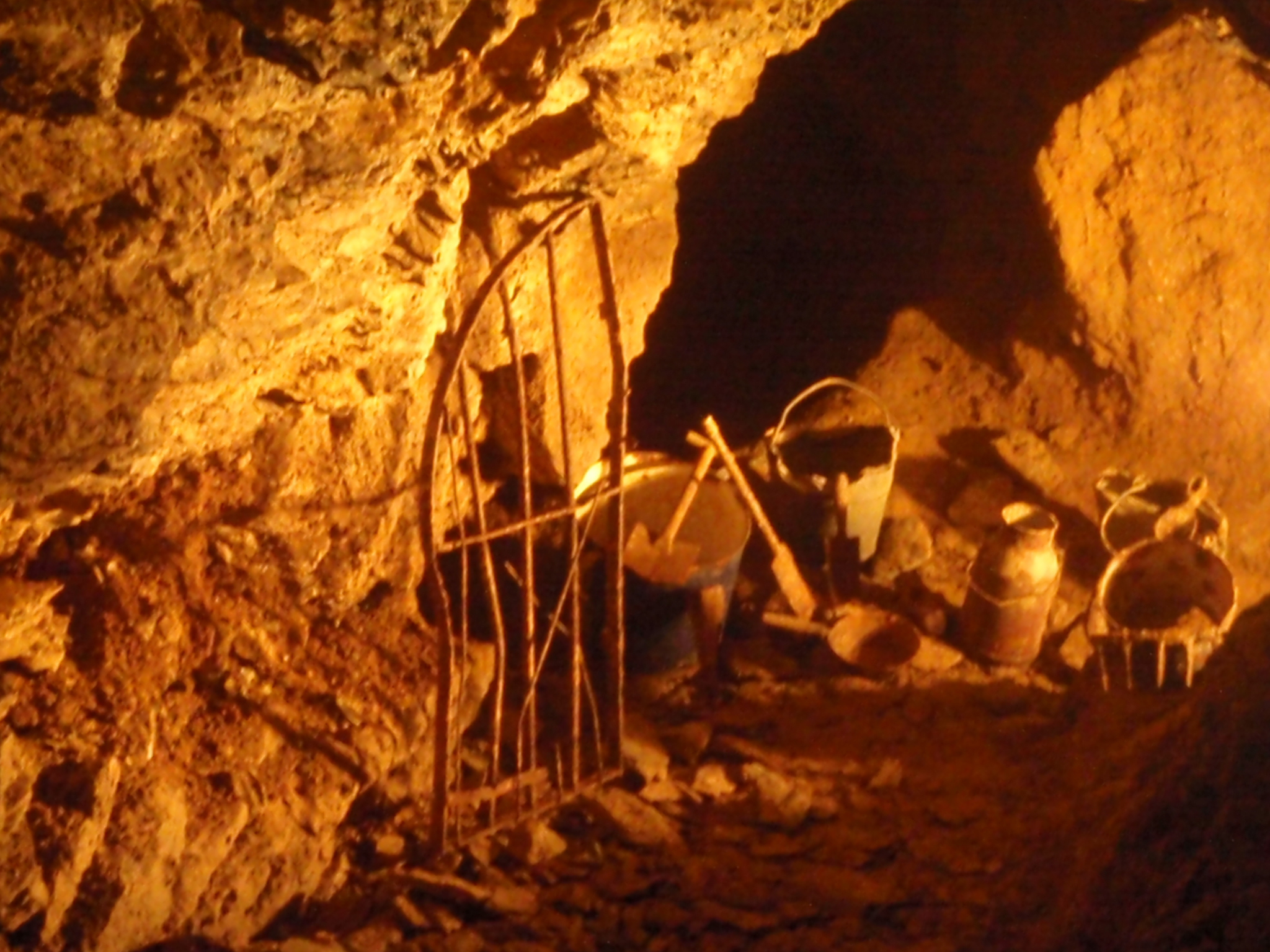
Nástroje používané při zpřístupňování jeskyní

V prosinci roku 1912 odkryli dělníci místního kamenolomu zvaného Na Baránce puklinu, z níž vystupoval sloup teplého vzduchu. Průzkumu se ujali bratři Čeněk a Josef Chromí, kteří se o krasové jevy v okolí zajímali. Postupně vstupní puklinu (nynější Objevitelský komín v Jurikově dómu) rozšířili a v lednu 1913 sestoupili 42 m hlubokou propastí do podzemních prostor. Během tohoto prvního sestupu se jim údajně přetrhlo lano. Při dopadu na suťový svah se jim rozbily karbidové lampy a oba objevitelé museli čekat osm hodin v naprosté tmě na pomoc. V následujících letech objevitelé s dalšími členy Sboru dobrovolných zbrašovských havířů ve svém volném čase objevovali další prostory jeskyní. Byl proražen nový, pohodlnější vchod z údolí Bečvy a zavedeno elektrické osvětlení. V roce 1926 se podařilo jeskyně zpřístupnit pro veřejnost.
V letech 2002–2005 probíhala v jeskyních generální rekonstrukce prohlídkové trasy, během níž byla modernizována trasa i elektroinstalace. V průběhu rekonstrukce se podařilo odstranit obrovské množství kamenných sutí, které vyplňovaly některé přírodní dutiny a chodby. Materiál byl vytvořen v dobách původních zpřístupňovacích prací a z úsporných důvodů nebyl vyvážen ven. Během posledních rekonstrukcí tak byla některým částem systému navrácena jejich původní podoba.

## Přírodní poměry

### Geologie
Podle geomorfologického členění České republiky je maloplošné zvláště chráněné území součástí geomorfologického celku Podbeskydská pahorkatina, podcelku Maleník. Maleník je členitá vrchovina budovaná kulmskými drobami, pískovci a břidlicemi, devonskými vápenci a miocenními sedimenty. Je charakterizován jako nesouměrná, k JV ukloněná hrásťová kra s vnitřní blokovou stavbou. Údolí jsou krátká, založená převážně na zlomech.
Těleso devonských vápenců, s mocností více než 500 m, je z větší části překryto mladšími usazeninami. Na vzniku Zbrašovských aragonitových jeskyní se podílely dva zcela odlišné krasové procesy: koroze povrchových a atmosférických vod, které pronikaly do puklin ve vápencích a rozšiřovaly je ve větší podzemní prostory, a vody hydrotermálního původu, jež ve formě teplých minerálních vod vyvěrají z hloubky až 2 km.

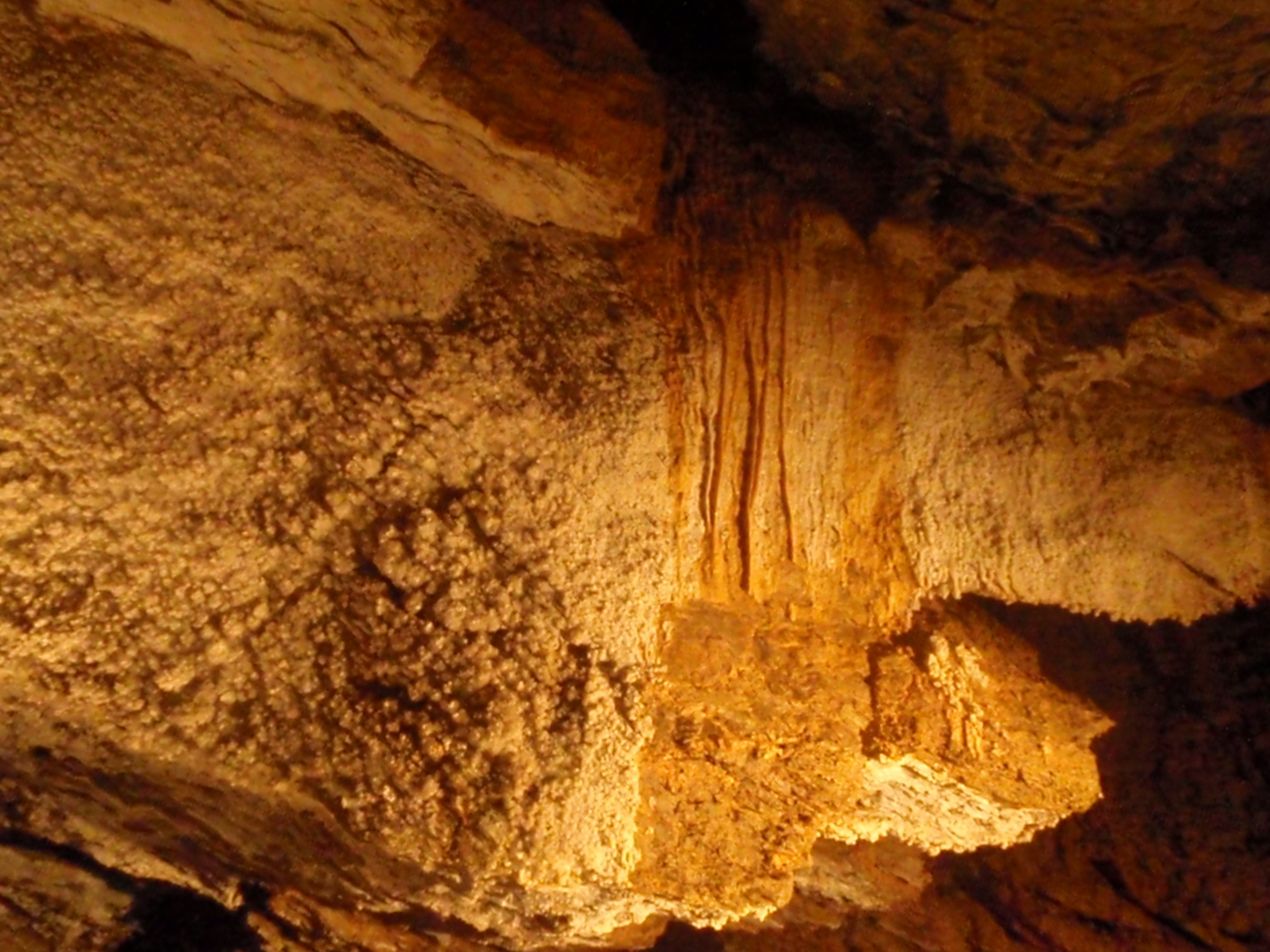
Opona s aragonitem a kalcitem

 Vnitřní výzdoba jeskyní je tvořena převážně uhličitanem vápenatým, který může krystalizovat ve třech modifikacích. První modifikace je minerál kalcit, který je nejčastější a tvoří běžné jeskynní výplně, jako jsou stalaktity, stalagmity, sintrové povlaky a záclonky. Světovým unikátem ve Zbrašovských aragonitových jeskyních jsou raftové stalagmity (dříve nazývané gejzírové), které mají kuželovitý tvar a jsou vysoké několik desítek centimetrů. Vzácnější modifikace, aragonit, vytváří bílé jehlicovité krystalky a vzniká při pomalém vzlínání a prosakovaní vody a při rovnovážném úniku oxidu uhličitého z roztoku. Vaterit, třetí a velmi vzácná modifikace uhličitanu vápenatého, se zde nevyskytuje.

### Hydrologie

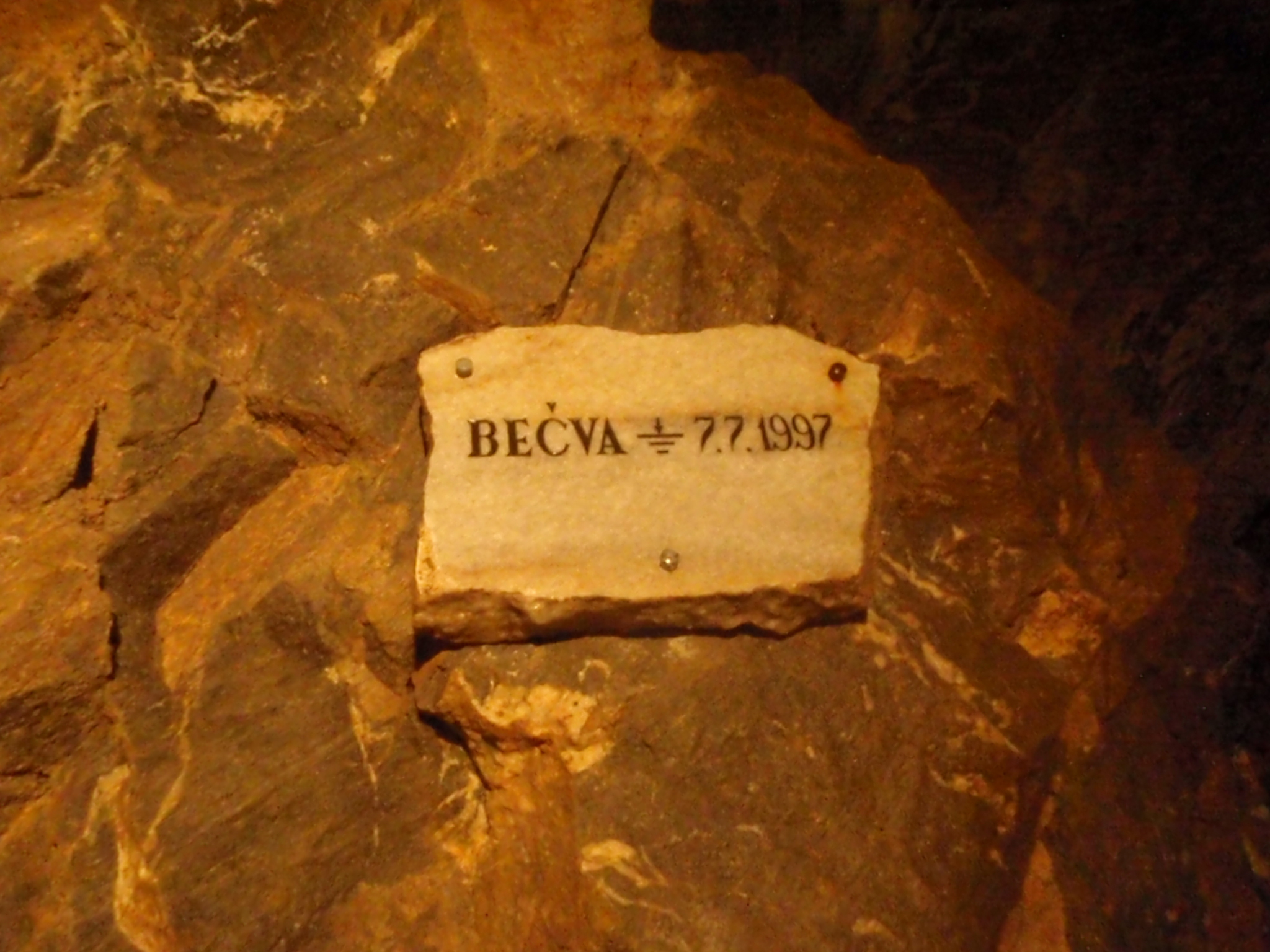
Výška hladiny Bečvy při povodni v roce 1997

Oblast je odvodňována řekou Bečvou, která se vlévá do řeky Moravy. Při trvalejších a vydatnějších deštích dochází ke zvednutí vodní hladiny a v Teplicích nad Bečvou často i k vylití řeky z břehu. Nejničivější rozsáhlé povodně na Moravě proběhly 5.–16. července 1997. Povodňová voda se dostala i do jeskyní, a to do poslední zpřístupněné prostory (Mramorová síň). Zároveň došlo ke zvednutí hladin minerálních jezírek a k výronu plynu do vyšších poloh jeskyní.  Zvýšená koncentrace CO2 na návštěvnické trase se vyřešila nainstalováním speciálního odsávacího zařízení, které udržuje složení ovzduší v hodnotách stanovených Státní báňskou správou (do 1 % CO2). Mimořádná hydrologická situace také vedla k narušení technického zařízení, ale bez poškození dochovaného stavu jeskyní.

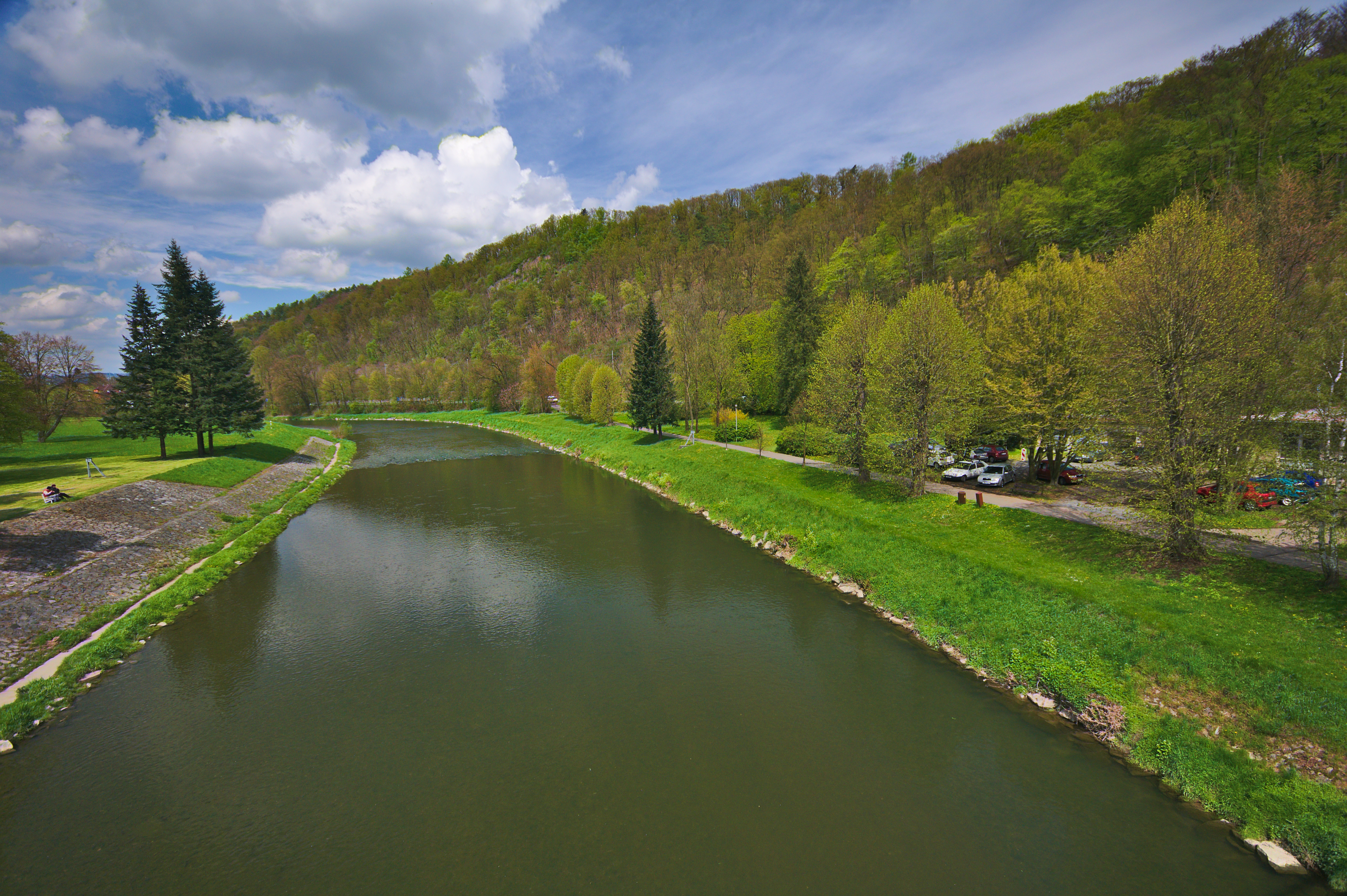
Bečva protékající Teplicemi nad Bečvou

 Minerální voda vystupuje ve zdejších lázních ve dvou pramenech, a to z Kropáčova pramene – vrt RI z hloubky 60,40 m a z Jurikova pramene – vrt RIII z hloubky 101,8 m. V obou případech se jedná o silně mineralizovanou, uhličitou, termální vlažnou, hypotonickou minerální vodu, hydrogenuhličitano-vápenatého typu. Obsah CO2 ve vodě dosahuje až 3292 mg/l a průměrná teplota minerální vody je 22,5 °C.  V lázních Teplicích nad Bečvou se minerální voda využívá k léčebné rehabilitační péči při onkologických onemocněních, nemocech oběhové soustavy, při poruchách látkové výměny a žláz s vnitřní sekrecí.

### Podnebí
Podnebí území je mírně teplé – klimatická oblast MT10 (Quittova klasifikace), pro kterou je typické dlouhé léto, teplé a mírně suché, krátké přechodné období s mírně teplým jarem a mírně teplým podzimem, krátká zima, mírně teplá a velmi suchá, s krátkým trváním sněhové pokrývky. Ročně zde spadne v průměru 700 mm srážek a průměrná roční teplota vzduchu je 7 °C. Sněhová pokrývka se zde nachází v průměru 50–60 dní v roce.

### Mikroklima

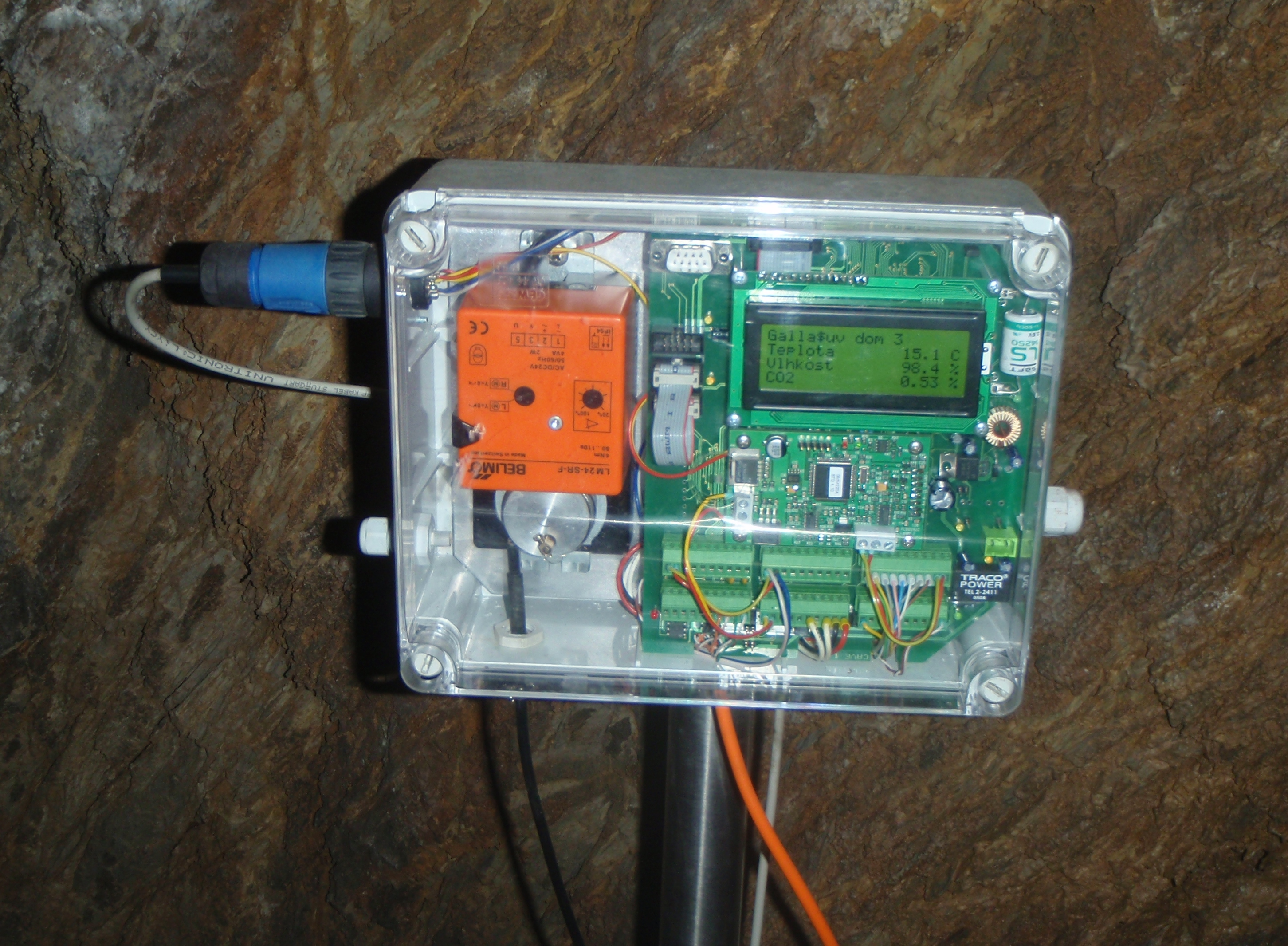
Zařízení na měření koncentrace oxidu uhličitého

Důsledkem teplicového krasového procesu je unikátní mikroklima jeskyní charakterizované především vývěry oxidu uhličitého (CO2) do níže položených partií jeskynních prostor a vytvářením tzv. plynových jezer.  Některé nižší části jeskyní jsou oxidem uhličitým zaplněny trvale. Koncentrace CO2 v jeskyni běžně dosahují 40 % objemu, přičemž již 8–10 % je pro člověka smrtelných. Zvýšené koncentrace plynu způsobí ztrátu vědomí a postupné udušení. Neodmyslitelnou součástí bezpečnostních opatření je každodenní měření koncentrací CO2 a přizpůsobování pracovního i návštěvního režimu aktuální situaci.

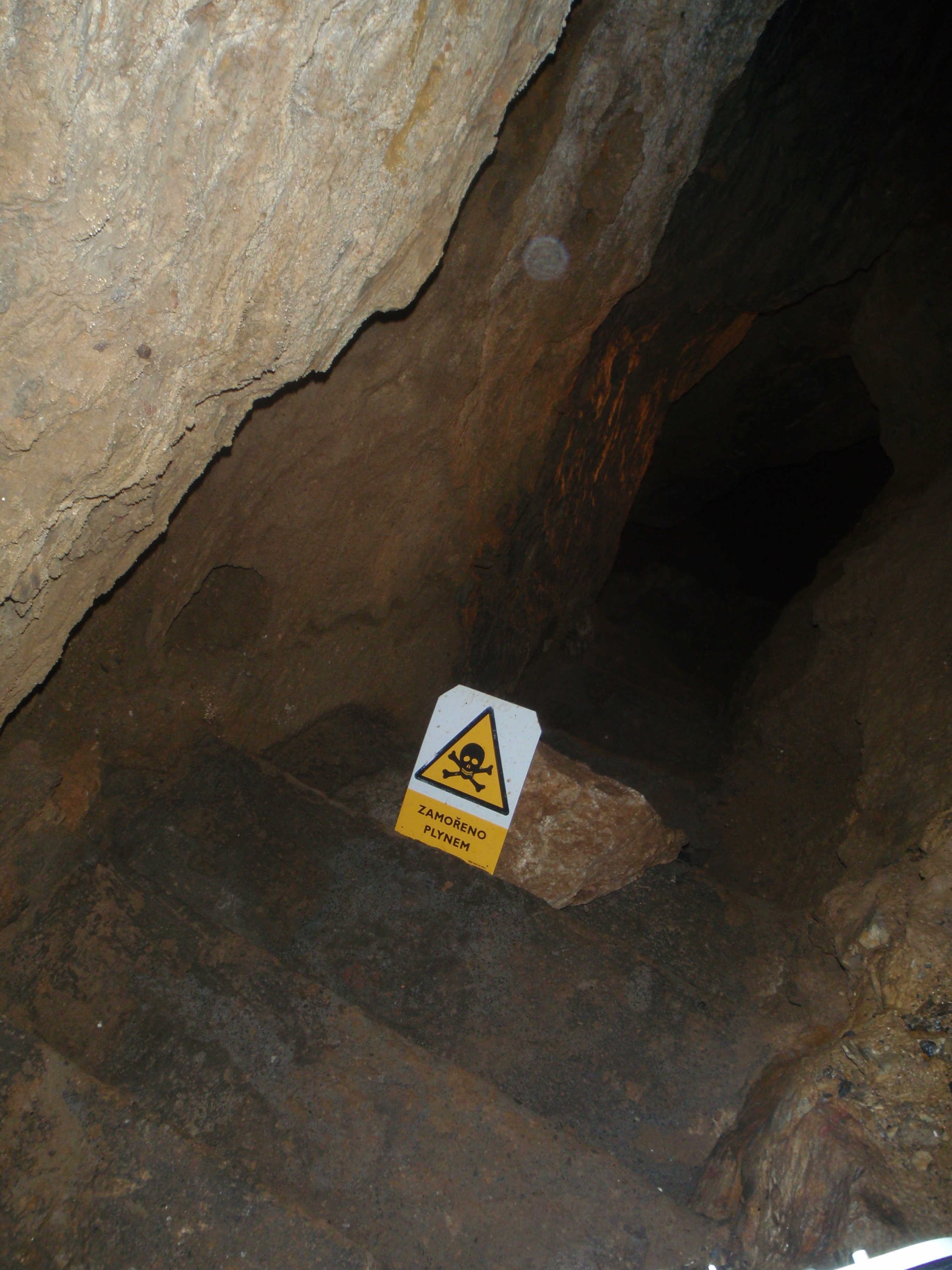
Plynové jezero

 Původ CO2 je ve velké hloubce pod povrchem země, asi ve 40 km. Oxid uhličitý vystupuje z hloubky podél hlubinných zlomů směrem k povrchu, na povrch se dostává buď jako suchý plyn (mofetty) nebo je rozpuštěný v mineralizované vodě.
Zbrašovské aragonitové jeskyně jsou tak nejteplejšími jeskyněmi v celé České republice s celoroční teplotou 14 °C. Relativní vlhkost vzduchu je zde okolo 98 %.

### Pedologie
V území se vyskytují mezotrofní až eutrofní hnědé půdy, vápnité hnědé půdy. Na příkrých svazích a v okolí skalních výchozů jsou nevyvinuté půdy a hnědé rankery.

### Flóra

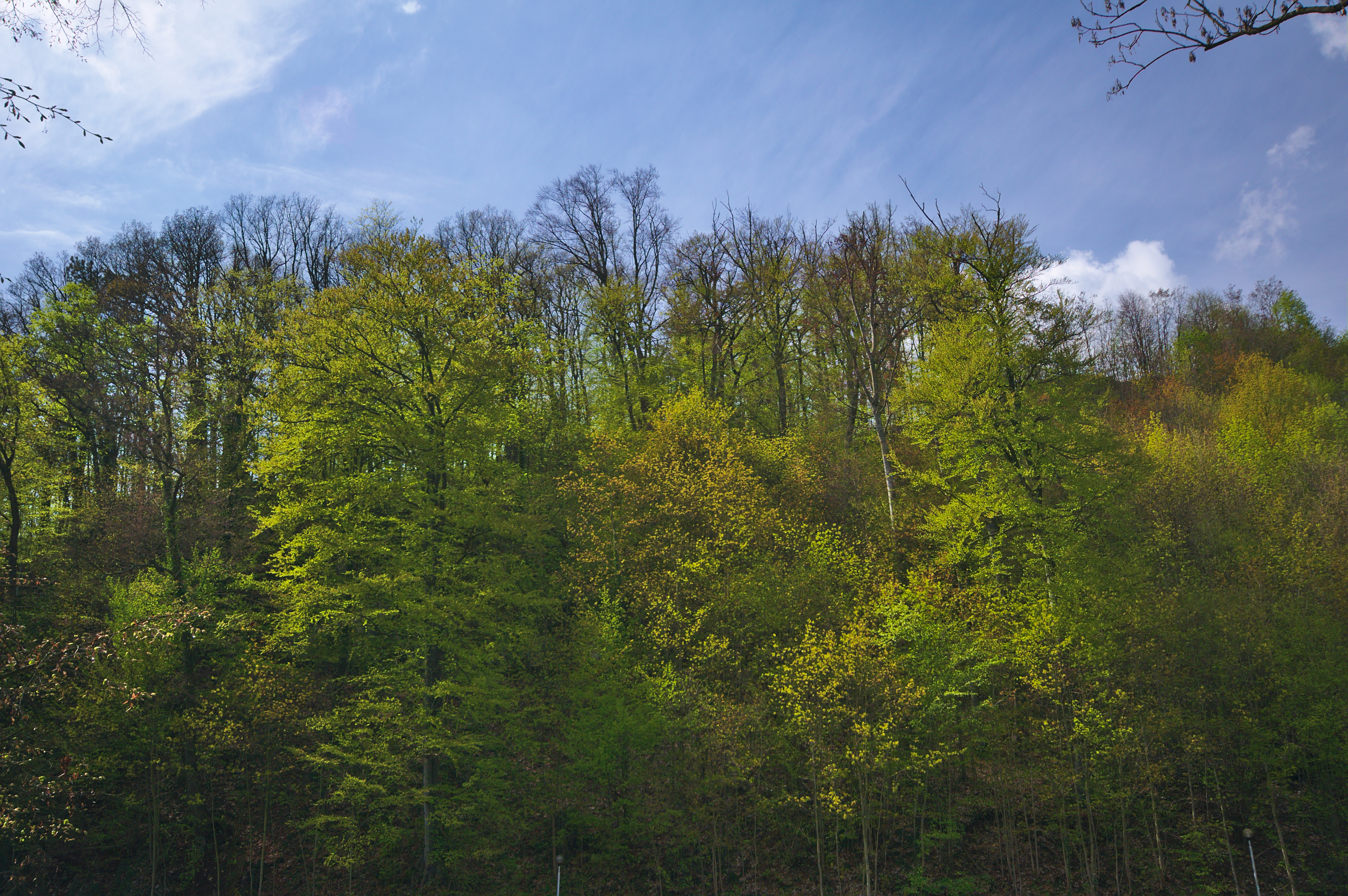
Stromy zarostlý kopec, kde se rozkládá NPP

Povrch chráněného území je z větší části kryt lesním porostem, který má přírodě blízkou skladbu dřevin. Roste zde smíšený les tvořený dubem zimním (Qercus petraea), bukem lesním (Fagus sylvatica), habrem obecným (Carpinus betulus), javorem klenem (Acer pseudoplatanus), jasanem ztepilým (Fraxinus excelsior), javorem mléčem (Acer platanoides), lípou malolistou (Tilia cordata), místy i smrkem ztepilým (Picea abies) a jedlí bělokorou (Abies alba). Ojediněle se zde vyskytuje jilm horský (Ulmus glabra).
V minulosti byly tyto lesní porosty negativně ovlivněny lesním hospodářstvím. Probíhala zde těžba dřeva a následná výsadba dřevin ve prospěch smrku.  Do budoucnosti má těmto negativním vlivům zabránit vyhlášení lesa zvláštního určení, ve kterém jiný důležitý zájem vyžaduje odlišný způsob hospodaření.
Zdejší specifické prostředí vytváří vhodné podmínky pro existenci a vývoj řady ohrožených druhů rostlin. Z významnějších druhů se zde vyskytuje osladič přehlížený (Polypodium interjectum) – silně ohrožený druh C2, lilie zlatohlavá (Lilium martagon) – druh vyžadující pozornost C4, sveřep větevnatý (Bromus ramosus) – ohrožený druh C3 a kerblík lesklý (Anthriscus nitida).
Z nepůvodních druhů dřevin se v současné době v území vyskytuje trnovník akát (Robinia pseudoacacia), který je nutno průběžně likvidovat vyřezáváním.  Akát má silnou tendenci se šířit a produkuje chemické látky potlačující růst původních rostlin, které jsou pak nahrazovány nitrofilními druhy, např. kopřivou dvoudomou (Urtica dioica), čímž znehodnocuje území.  Dále se zde vyskytuje křídlatka (Reynoutria), která se rychle šíří, vytlačuje původní druhy a okyseluje půdu. Odstraňuje se několikrát ročně herbicidem Roundupem.
V jeskyních se v místech trvalého osvětlení vyskytuje tzv. lampenflora. Jedná se o porosty řas a mechů, převážně prutníku chluponosného (Bryum capillare), krasatky přeslenité (Eucladium verticillatum), rokýtku obecného (Amblystegium serpens), baňatky obecné (Brachythecium rutabulum), baňatky askamitové (Brachythecium velutinum), krondlovky tisolisté (Fissidens taxifolius) a prutníčku hruškovitého (Leptobryum pyriforme). Lampenflora je nežádoucí úkaz v souvislosti s poškozováním sekundárních krasových jevů (výzdoby). Její výskyt je omezován specifickým managementem, jednak postřikem chlornanu sodného a dále změnou techniky osvětlení.

### Fauna
Zbrašovské aragonitové jeskyně nejsou kvůli celoročně vysoké teplotě zimovištěm letounů, avšak příležitostně se zde vyskytuje vrápenec malý (Rhinolophus hipposideros) – kriticky ohrožený druh C1, netopýr hvízdavý (Pipistrellus pipistrellus) - silně ohrožený druh C2, netopýr nejmenší (Pipistrellus pygmaeus) – silně ohrožený druh C2 a netopýr večerní (Eptesicus serotinus) – silně ohrožený druh C2.  Letouni obecně patří mezi ohrožené a zákonem chráněné druhy živočichů. Potravu loví v širokém spektru biotopů, živí se zejména dvoukřídlým hmyzem. Většinou od poloviny října upadají do zimního spánku, aby tak přečkali období, kdy by nenašli dostatek potravy. Zimní spánek netopýrů však není tak hluboký jako u některých jiných druhů přezimujících savců. Vyrušování na lokalitách výskytu (v létě i v zimě) se jeví jako hlavní ohrožující faktor všech letounů. Mezi další ohrožující faktory patří ničení úkrytů a úbytek potravních stanovišť. Ochrana letounů obecně spočívá v zabezpečení lokalit výskytu, především zimovišť a letních kolonií.
Z dalších zvláště chráněných druhů tu žijí např. slepýš křehký (Anguis fragilis), užovka obojková (Natrix natrix), ještěrka obecná (Lacerta agilis), plch velký (Glis glis), krahujec obecný (Accipiter nisus) či lejsek bělokrký (Ficedula albicollis). Z více skupin bezobratlých, které zde byly zkoumány, patří k nejzajímavějším mnohonožky (Diplopoda), zejména druhy Brachychaeteuma bradeae a Geoglomeris subterannea, jejichž výskyt byl prvně v ČR prokázán právě na této lokalitě.

## Ochrana

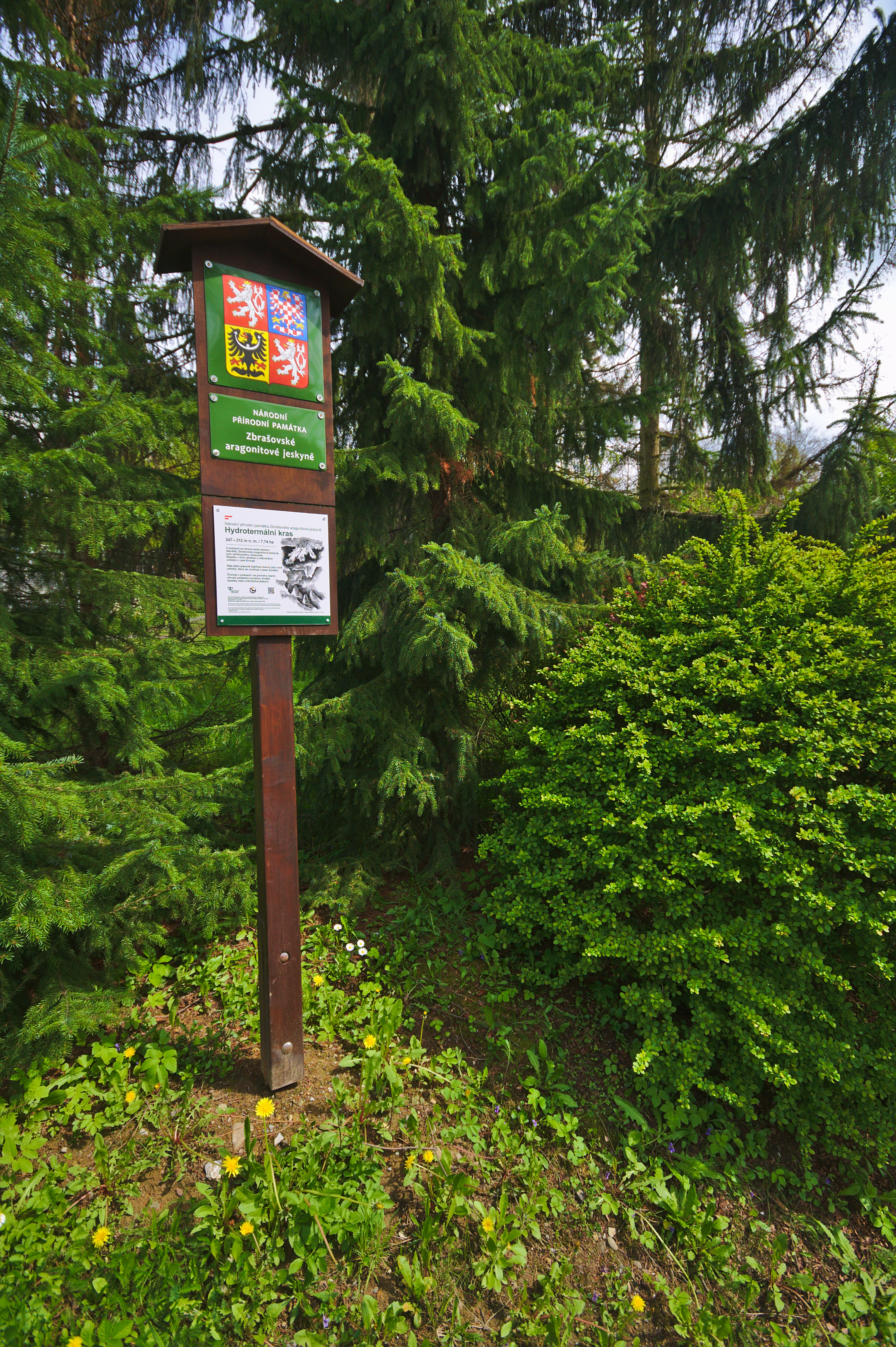
Tabule značící chráněné území

Do roku 1991 jeskyně spravovalo Vlastivědné muzeum v Olomouci. Od roku 1991 jsou jeskyně pod správou Agentury ochrany přírody a krajiny ČR a od roku 2006 Správy jeskyní České republiky, organizace Ministerstva životního prostředí. Národní přírodní památka Zbrašovské aragonitové jeskyně je v působnosti Správy CHKO Poodří spolu s NPP Landek, Šipka a Odkryv v Kravařích.
Velkým problémem je napadení aragonitu mikroorganismy parazitujícími na textilních vláknech, které se sem dostávají z oděvů procházejících návštěvníků. Způsobují zbarvení bílých aragonitových jehlic a jejich následný rozklad. Dosud se nenašel možný způsob řešení tohoto problému.  Další negativní vlivy návštěvnosti na krasovou výzdobu mají: cizorodé látky uvolňované dýcháním, olamování výzdoby, uvolňování prachu, chlupů, textilních vláken a zvyšování teploty ovzduší způsobené teplotou těl návštěvníků. Na únosné míře se udržují návštěvním řádem a omezeným počtem návštěvníků ve skupinkách. V blízkosti návštěvní trasy se ojediněle vyskytují řasy a mechy vázané na místa s trvalým osvětlením tzv. lampenflora. Tyto porosty se odstraňují dvakrát ročně za použití roztoku chlornanu sodného.

## Turismus

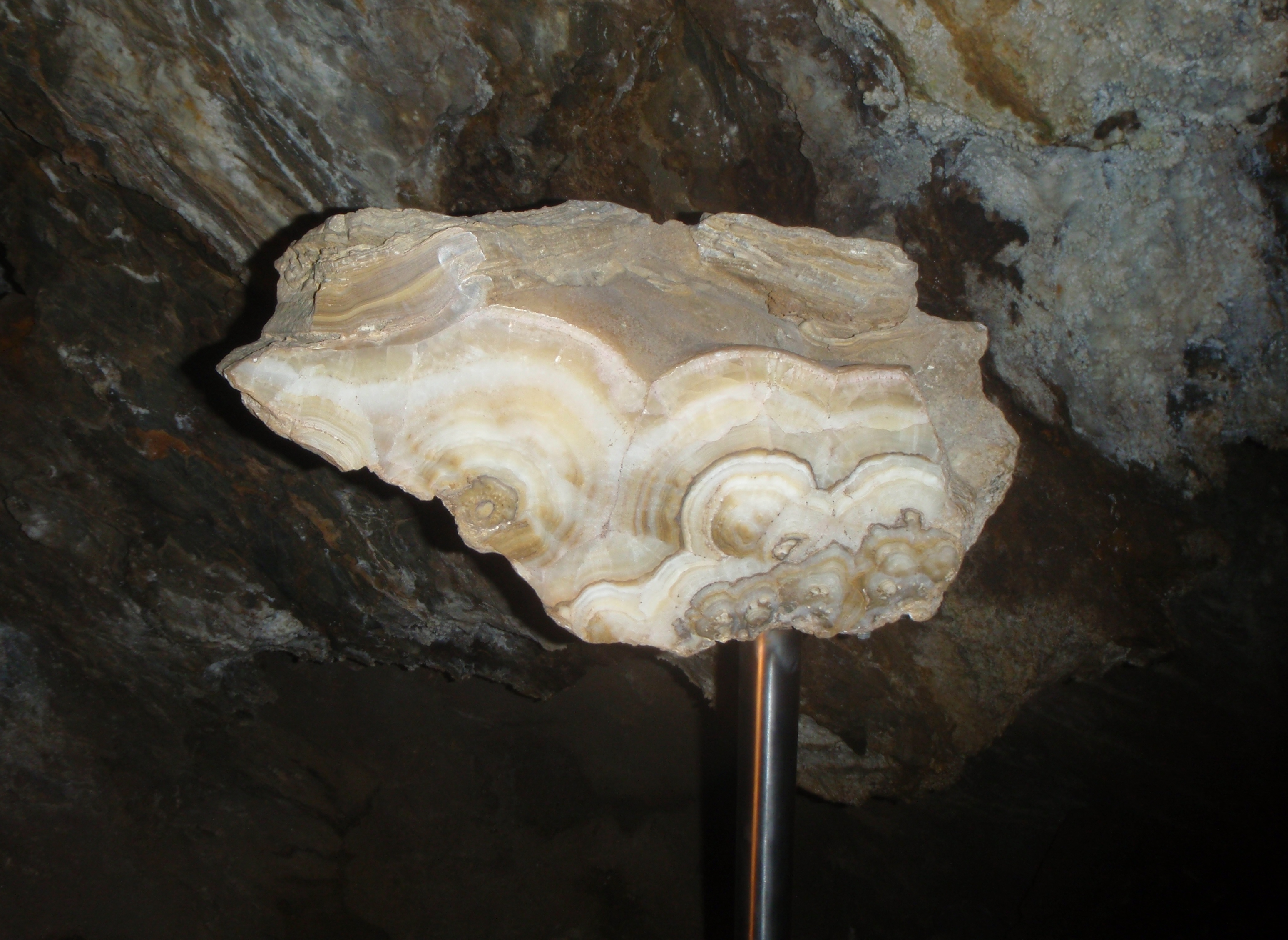
Podélný řez kalcitovou výzdobou

Trasa zpřístupněná pro veřejnost je dlouhá 375 metrů (z 1322 m známých chodeb) a prohlídka jeskyní trvá 50 minut. Ročně jeskyně navštíví 60 000 návštěvníků. 
Prohlídka jeskyní začíná v prostoře nesoucí název Zasedací síň. Ta je pojmenována podle výrazného balvanu uprostřed, který připomíná řečnický pult. Dále okruh vede kolem raftového stalagmitu, u něhož je i pro názornost instalován podélný řez tímto útvarem. Další malé zákoutí se nazývá U Antoníčka, podle kamenného výčnělku připomínajícího malou postavičku. Následuje zcela unikátní Koblihová síň. Útvary na stěnách připomínající pocukrované koblihy vznikaly ukládáním vrstev čistého kalcitu s příměsemi oxidů železa. Další zastavení čeká návštěvníky v Gallašově dómu, pojmenovaného podle spisovatele a hranického rodáka J. H. A. Gallaše (1756–1840). Kolem Vodopádu, prostory s klasickou krápníkovou výzdobou, pokračuje prohlídka do Křtitelnice, úzké chodby s nejvyšším skapem povrchové vody. Další prostora nese název Jurikův dóm a nachází se v ní skalní stěna pokrytá keříčky aragonitu nazývaná Opona. Kolem Tureckého hřbitova s raftovými stalagmity procházejí návštěvníci uměle vyraženou štolou (aby nedocházelo ke křížení návštěvnických výprav a lidé se nemuseli vracet zpět) do poslední prostory, Mramorové síně, která bývá využívána každoročně k výstavám či koncertům komorní hudby.